# Roger Mantovani
Roger Mantovani (Milano, 23 ottobre 1967 – Palma di Maiorca, 2 gennaio 2025) è stato un conduttore radiofonico, doppiatore e attore italiano.

## Biografia
Mosse artisticamente i suoi primi passi in una radio di Limbiate, per poi condurre programmi su emittenti radiofoniche di spicco come RTL 102.5, Virgin Radio, Radio Capital, Radio Studio Più, Radio Milano Uno e Radio Roma Uno.
In televisione interpretò il ruolo del giornalista Sandro Colussi nella soap opera Vivere.
Prestò la sua voce a personaggi di serie animate, tra cui Casey Jones in Tartarughe Ninja e Ijuin in Humming Bird - Ragazze con le ali.
Fu attore teatrale nella compagnia Shakespeare & C., con cui prese parte a diversi spettacoli.
Nel 2009 recitò in un cortometraggio di Luca Elmi.
Nel 2012 iniziò a lavorare per il Gruppo Mediaset. Fu doppiatore in numerosi spot pubblicitari, come Adidas, LEGO, Purina, Oral-B, Kinder e Ferrero Rocher. 
Nel settore dei videogiochi doppiò alcuni personaggi in Mortal Kombat, Il padrino, Need For Speed, Splinter Cell: Pandora Tomorrow, WRC – World Rally Championship e Uncharted. Il suo ruolo più celebre rimane quello di Jeff ‘Joker’ Moreau nella trilogia di Mass Effect, timoniere della Normandy. 
Mantovani morì improvvisamente il 2 gennaio 2025 all'età di 57 anni, in Spagna, nella sua casa di Palma di Maiorca.

## Filmografia parziale

### Cinema
- C'ero una volta, regia di Luca Elmi - cortometraggio (2009)

### Televisione
- Vivere, regia di Daniele Carnacina e Massimo Del Frate (1999-2008)
- L'avvocato, regia di Alessandro Maccagni - episodio 1x23 (2004)

## Doppiaggio

### Cinema
- Artur Smolianinov in Mars - Dove nascono i sogni
- Gerald Hopkins in Blood Deep

### Serie televisive
- Adam Frost in La squadra del cuore
- Chiké Okonkwo in New Tricks - Nuove tracce per vecchie volpi

### Animazione
- Shii in Naruto, Naruto Shippuden
- Casey Jones in Tartarughe Ninja
- Wang Tang in Power Stone
- Taizou Kirisato in Nanaka - Ma quanti anni hai?
- Ijuin in Humming Bird - Ragazze con le ali
- Yamino Ryusuke ne Il mitico detective Loki
- Shin Natsume in Inferno e paradiso
- Settembre in Time Bokan - Le macchine del tempo
- Katsorou Shibusawa e Ryoichi Tenjou in Dream Team
- cronista in Flash & Dash
- Ryou Sayama in Code Geass: Akito the Exiled

### Videogiochi
- Jeff Joker Moreau in Mass Effect, Mass Effect 2, Mass Effect 3
- Lord Raiden in Mortal Kombat: Shaolin Monks